# Echis borkini
Espèce
Statut de conservation UICN

 LC  : Préoccupation mineure
Echis borkini est une espèce de serpents de la famille des Viperidae. 

## Répartition
Cette espèce se rencontre dans le sud-ouest de l'Arabie saoudite et dans l'ouest du Yémen.

## Description
C'est un serpent venimeux ovipare.

## Étymologie
Cette espèce est nommée en l'honneur de Leo J. Borkin.

## Publication originale
- Cherlin, 1990 : Taxonomic revision of the snake genus Echis (Viperidae). II. An analysis of taxonomy and description of new forms [in Russian]. Proceedings of the Zoological Institute of Leningrad, vol. 207, p. 193-223.